# Виджаянта
«Виджаянта» — индийский основной боевой танк, вариант британского танка «Виккерс». Производился на заводах Великобритании в 1965—1967 годах и на заводах Индии с 1966 по 1983 год, общий выпуск составил более 1400 единиц. Использовался в Третьей индо-пакистанской войне и при штурме Золотого храма в Амритсаре (операция «Голубая звезда»). С начала 1990-х всё ещё стоящие на вооружении индийской армии «Виджаянта» проходят модернизацию.

## История создания и производства
Танк разработан фирмой «Виккерс» в начале 1960-х годов в соответствии с заключенным в 1961 г. с правительством Индии контрактом, предусматривавшим строительство танкового завода в Индии и создание под технологию этого завода основного боевого танка. Танк был выбран в результате конкурса, в котором участвовали также немецкий и швейцарский проекты танков, специально разработанные под индийские требования.
Танк с фирменным обозначением «Виккерс» Мк.1 создавался с широким использованием узлов и агрегатов серийных английских танков «Центурион» и «Чифтен». Полигонные испытания первого прототипа были начаты в 1963 г,, а первая партия изготовленных в Англии танков «Виккерс Мк.l» была отправлена в Индию в 1965 г. В этом же году вступил в строй танковый завод, на котором было развернуто производство танков «Виккерс Мк.l» под индийским названием «Виджаянта» («Победоносный»). Потребность вооруженных сил Индии в этом танке оценивалась в 2200 единиц.

## Конструкция
Танк имеет классическую компоновку. В передней части сваренного из катаных броневых листов корпуса в отделении управления находится механик-водитель. Его сиденье сдвинуто к правому борту, а у левого борта находится боеукладка с 25 выстрелами для пушки.
Остальные три члена экипажа размещены в сварной броневой башне, где установлена английская 105-мм нарезная пушка L7A1. Командир танка и наводчик находятся справа от пушки, а заряжающий — слева от неё. Стрельба из пушки может вестись стандартными 105-мм танковыми унитарными выстрелами. Скорострельность пушки составляет 12 выстрелов в минуту. Система управления огнём на «Виккерс» Мк.1 не отличается от систем управления огнём первых модификаций танков «Центурион» и «Чифтен». Для определения дальности до цели широко используется пристрелочный 12,7-мм пулемет, спаренный со 105-мм пушкой. Благодаря тому, что пушка имеет систему стабилизации в двух плоскостях наведения, стрельбу из неё можно вести с ходу.
Кроме 12,7-мм пулемета, на танке установлены два 7,62-мм пулемета, один из которых спарен с пушкой, а другой смонтирован на командирской башенке.
На танке установлен двухтактный шестицилиндровый дизельный двигатель L60 Мк.4В фирмы «Роллс-Ройс». Двигатель сблокирован с трансмиссией TN-12 фирмы «Меррит-Вильсон», планетарная коробка передач которой обеспечивает шесть передач вперед и две — назад. Замена силового блока в полевых условиях может быть выполнена за 30 минут.
Для обеспечения электроэнергией потребителей тока при выключенном основном двигателе слева от него размещен дополнительный силовой агрегат, состоящий из двигателя Н30 и приводимого им в действие генератора.
Подвеска индивидуальная. С каждого борта корпуса имеется шесть сдвоенных обрезиненных опорных катков, ведущее колесо (сзади), направляющее колесо и три поддерживающих катка. Первый, второй и шестой опорные катки с каждого борта снабжены гидравлическими амортизаторами. Гусеницы стальные.
Для преодоления водных преград на плаву танк может быть оборудован индивидуальным плавсредством каркасного типа, аналогичным тем, которые используются на танках «Центурион» и «Чифтен». Движение на плаву осуществляется за счет перемотки гусениц. Скорость на плаву составляет 6,5 км/час.

### Модернизация танков
В 1980-х годах в Индии была проведена программа модернизации танка «Виджаянта», направленная в основном на повышение его огневой мощи. В боекомплект пушки был введен новый подкалиберный бронебойный снаряд. Установленная на танке новая система управления огнём основана на использовании лазерного дальномера и электронного баллистического вычислителя. Для стрельбы ночью наводчик может применять электронно-оптический прицел с инфракрасным прожектором.
В связи с усовершенствованием системы управления огнём был снят 12,7-мм пристрелочный пулемет. Для защиты бортов корпуса на них были навешены трехсекционные противокумулятивные стальные экраны. На бортах башни установлено по шесть дымовых гранатометов.
Всего по программе «Бизон» прошли модернизацию не менее 130 танков «Виджаянта».

## Варианты и модификации
- Kartik AVLB — танковый мостоукладчик
- бронированная ремонтно-эвакуационная машина

## Операторы
- Индия — более 1400 танков, из них по состоянию на 2007 год на вооружении оставалось 1008[2]
- Кувейт — 70 танков.

## Галерея
- Vijayanta Vickers
- Vijayanta Vickers
- Vijayanta Vickers
- Vijayanta Vickers
- 105mm главная пушка «Виджаянта»
- 105mm главная пушка «Виджаянта»
- Vijayanta Vickers - катки
- Vijayanta Vickers - корма